# Sèrra deth Montlude
La Sèrra deth Montlude és una serra situada entre els municipis de Bossòst, de Les i Vilamòs a la comarca de la Vall d'Aran, amb una elevació màxima de 2.519 metres.